# Jean Eugénikos
Jean Eugénikos (en grec Ἰωάννης Εὐγενικός), né vers 1394 à Constantinople et mort après 1453 en Laconie, est un clerc et un écrivain byzantin.

## Biographie

### Origines
Jean Eugénikos nait vers 1394 à Constantinople. Son père est chef de la justice du Sakellion et diacre orthodoxe. Son frère cadet, Marc Eugénikos, futur métropolite d'Éphèse, est comme lui un ardent opposant à l'union de l'Église latine et de l'Église orthodoxe.

### Carrière
Comme son père, Jean Eugénikos entre au patriarcat de Constantinople, où il reçoit l'office de nomophylax. Il part peu après, en 1437, pour Ferrare en Italie, afin de participer au concile de Florence avec l'ensemble de la délégation grecque. Ce concile vise notamment à réunir l'Église latine et l'Église orthodoxe, séparées depuis le schisme de 1054, dans le contexte de la menace croissante que font peser les Ottomans sur l'Empire byzantin.
Jean Eugénikos se montre mécontent de la tournure des discussions. Après en avoir obtenu la permission de l'empereur Jean VIII Paléologue, participant lui-même au concile, Jean Eugénikos quitte Ferrare le 15 septembre 1438. Il se rend par la suite dans le Péloponnèse, où il est accueilli à la cour des despotes de Morée.
Il meurt après la prise de Constantinople par les Ottomans en 1453.

### Œuvre
Jean Eugénikos est un écrivain prolifique, dont l'œuvre comprend à la fois des écrits polémiques contre l'union des Églises, des ekphraseis et monodies rhétoriques, des prières, des hymnes et des sermons. Jean Eugénikos est aussi l'auteur d'une complainte sur la chute de Constantinople. Trente-six de ses lettres ont survécu.